# SWD Powervolleys Düren

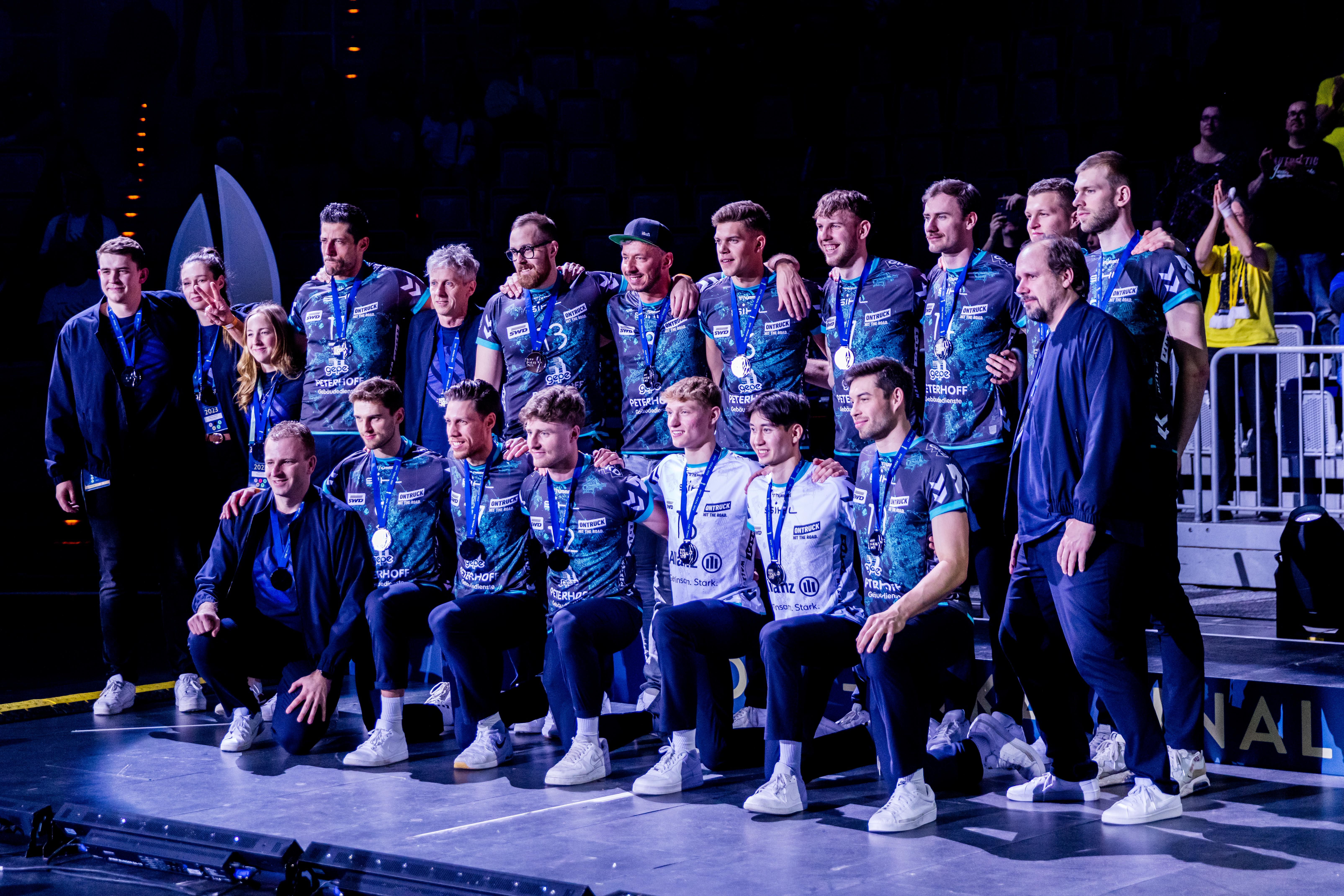
Zawodnicy SWD Powervolleys Düren finalistami Pucharu Niemiec w sezonie 2022/2023

evivo Düren – niemiecki męski klub siatkarski z miejscowości Düren, założony w 1847 roku. Obecnie występuje w najwyższej klasie rozgrywek klubowych w Niemczech od sezonu 2014/2015 pod nazwą SWD Powervolleys Düren.

## Nazwy klubu
- 1965-2000 Dürener TV
- 2000-2014 Evivo Düren
- 2014- SWD Powervolleys Düren

## Sukcesy
Bundesliga:
- 2005, 2006, 2007

Puchar Niemiec:
- 2001, 2002, 2008, 2020, 2023

### Sezon 2019/2020

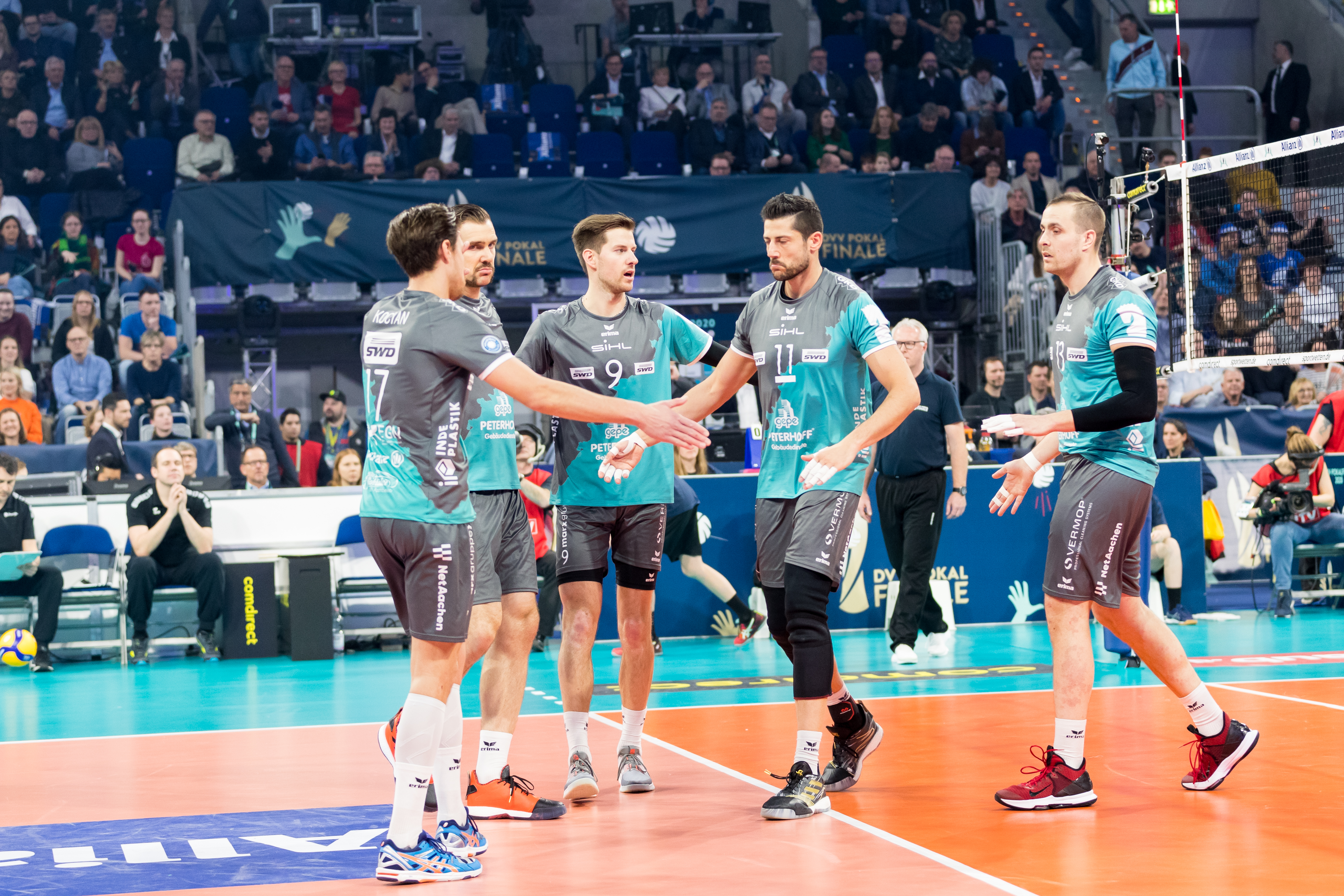
Zawodnicy SWD Powervolleys Düren w sezonie 2019/2020

## Kadra

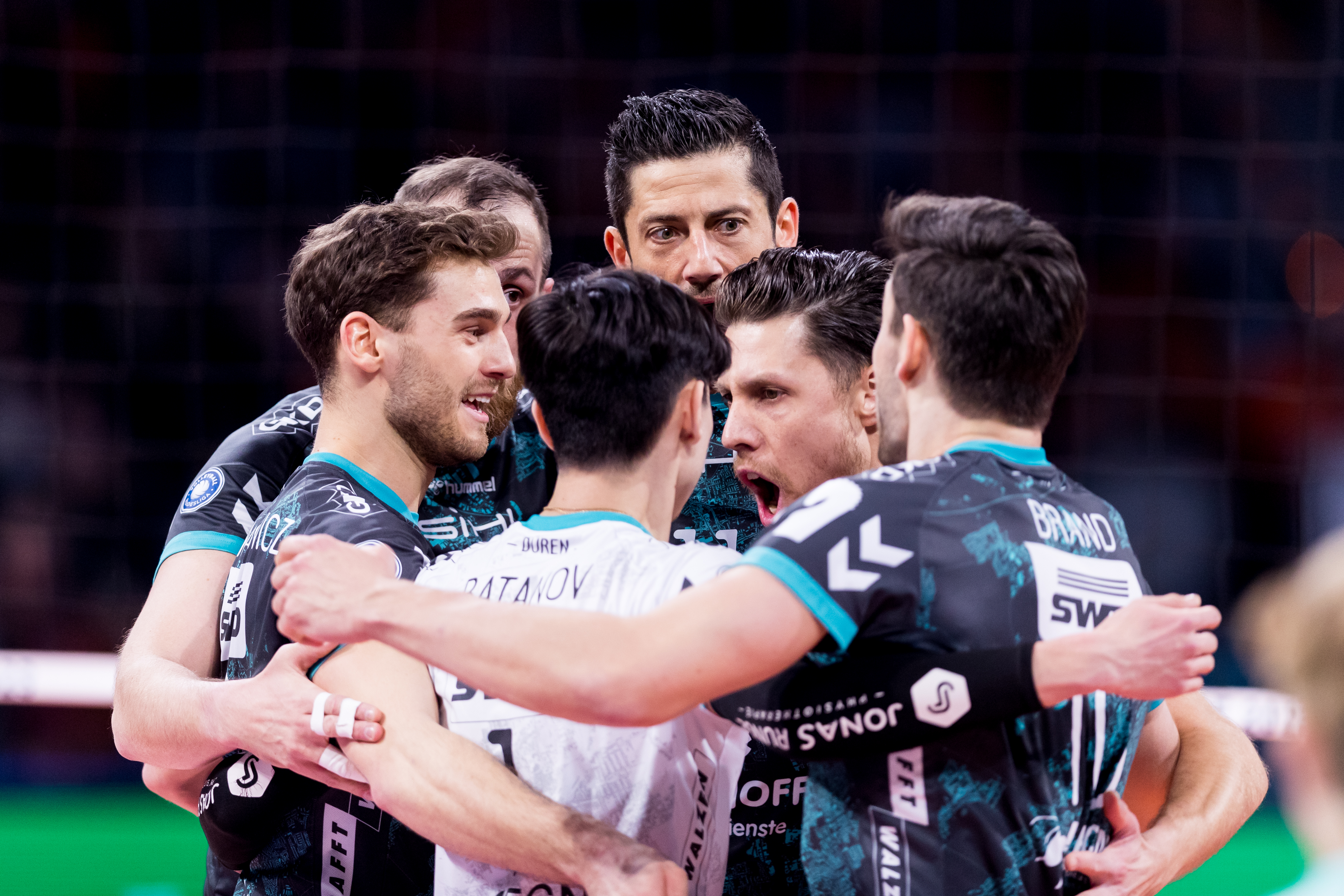
Zawodnicy SWD Powervolleys Düren w sezonie 2022/2023

### Sezon 2022/2023[2]
| Nr | Imię i nazwisko         | Data ur.   | Wzrost | Pozycja      |
| -- | ----------------------- | ---------- | ------ | ------------ |
| 1  | Ivan Batanov            | 25.04.2000 | 182    | libero       |
| 4  | Melf Urban              | 28.06.2001 | 203    | środkowy     |
| 5  | Luuc Van Der Ent        | 27.07.1998 | 208    | środkowy     |
| 6  | Erik Röhrs              | 24.04.2001 | 194    | przyjmujący  |
| 7  | Filip John              | 01.08.2001 | 202    | atakujący    |
| 8  | Björn Andrae            | 14.05.1981 | 200    | przyjmujący  |
| 9  | Marcin Ernastowicz      | 31.07.1997 | 190    | przyjmujący  |
| 10 | Tobias Brand            | 09.07.1998 | 195    | przyjmujący  |
| 11 | Michael Andrei          | 06.08.1985 | 210    | środkowy     |
| 12 | Eric Burggräf           | 10.03.1999 | 184    | rozgrywający |
| 13 | Sébástián Gevert        | 23.06.1988 | 204    | atakujący    |
| 14 | David Pettersson        | 21.01.1994 | 205    | środkowy     |
| 16 | Leo Bernsmann           | 14.07.2004 | 187    | libero       |
| 17 | Tomáš Kocian-Falkenbach | 27.03.1988 | 192    | rozgrywający |

### Sezon 2021/2022[3]
| Nr | Imię i nazwisko         | Data ur.   | Wzrost | Pozycja      |
| -- | ----------------------- | ---------- | ------ | ------------ |
| 1  | Ivan Batanov            | 25.04.2000 | 182    | libero       |
| 2  | Moritz Eckardt          | 15.06.2001 | 183    | libero       |
| 3  | Tim Broshog             | 02.12.1987 | 205    | środkowy     |
| 4  | Melf Urban              | 28.06.2001 | 203    | środkowy     |
| 6  | Erik Röhrs              | 24.04.2001 | 194    | przyjmujący  |
| 7  | Filip John              | 01.08.2001 | 202    | atakujący    |
| 8  | Björn Andrae            | 14.05.1981 | 200    | przyjmujący  |
| 9  | Marcin Ernastowicz      | 31.07.1997 | 190    | przyjmujący  |
| 10 | Tobias Brand            | 09.07.1998 | 195    | przyjmujący  |
| 11 | Michael Andrei          | 06.08.1985 | 210    | środkowy     |
| 12 | Eric Burggräf           | 10.03.1999 | 184    | rozgrywający |
| 13 | Sébástián Gevert        | 23.06.1988 | 204    | atakujący    |
| 14 | David Pettersson        | 21.01.1994 | 205    | środkowy     |
| 17 | Tomáš Kocian-Falkenbach | 27.03.1988 | 192    | rozgrywający |

### Sezon 2020/2021[4]
| Nr | Imię i nazwisko         | Data ur.   | Wzrost | Pozycja      |
| -- | ----------------------- | ---------- | ------ | ------------ |
| 1  | Ivan Batanov            | 25.04.2000 | 182    | libero       |
| 3  | Tim Broshog             | 02.12.1987 | 205    | środkowy     |
| 5  | Philipp Schumann        | 02.05.1993 | 200    | atakujący    |
| 6  | Blair Bann              | 26.02.1988 | 183    | libero       |
| 7  | Craig Ireland           | 22.10.1997 | 194    | przyjmujący  |
| 8  | Björn Andrae            | 14.05.1981 | 200    | przyjmujący  |
| 9  | Marcin Ernastowicz      | 31.07.1997 | 190    | przyjmujący  |
| 10 | Tobias Brand            | 09.07.1998 | 195    | przyjmujący  |
| 11 | Michael Andrei          | 06.08.1985 | 210    | środkowy     |
| 12 | Eric Burggräf           | 10.03.1999 | 184    | rozgrywający |
| 13 | Sébástián Gevert        | 23.06.1988 | 204    | atakujący    |
| 14 | Lucas Van Berkel        | 29.11.1991 | 212    | środkowy     |
| 17 | Tomáš Kocian-Falkenbach | 27.03.1988 | 192    | rozgrywający |
| 18 | Jordan Deshane          | 03.09.1997 | 198    | środkowy     |

### Sezon 2019/2020[5]
| Nr | Imię i nazwisko         | Data ur.   | Wzrost | Pozycja      |
| -- | ----------------------- | ---------- | ------ | ------------ |
| 1  | Ivan Batanov            | 25.04.2000 | 182    | libero       |
| 3  | Tim Broshog             | 02.12.1987 | 205    | środkowy     |
| 4  | Jaromir Zachrich        | 14.04.1985 | 201    | środkowy     |
| 5  | Philipp Schumann        | 02.05.1993 | 200    | atakujący    |
| 6  | Blair Bann              | 26.02.1988 | 183    | libero       |
| 7  | Niklas Seppänen         | 30.06.1993 | 194    | przyjmujący  |
| 8  | Björn Andrae            | 14.05.1981 | 200    | przyjmujący  |
| 9  | Egor Bogachev           | 06.04.1997 | 203    | przyjmujący  |
| 10 | Tobias Brand            | 09.07.1998 | 195    | przyjmujący  |
| 11 | Michael Andrei          | 06.08.1985 | 210    | środkowy     |
| 12 | Eric Burggräf           | 10.03.1999 | 184    | rozgrywający |
| 13 | Sébástián Gevert        | 23.06.1988 | 204    | atakujący    |
| 14 | Lukas Maase             | 28.08.1998 | 212    | środkowy     |
| 17 | Tomáš Kocian-Falkenbach | 27.03.1988 | 192    | rozgrywający |

### Sezon 2018/2019[6]
| Nr | Imię i nazwisko         | Data ur.   | Wzrost | Pozycja      |
| -- | ----------------------- | ---------- | ------ | ------------ |
| 1  | Björn Andrae            | 14.05.1981 | 200    | przyjmujący  |
| 2  | Jordan Or               | 18.06.1992 | 177    | libero       |
| 3  | Tim Broshog             | 02.12.1987 | 205    | środkowy     |
| 4  | Irvan Brar              | 24.04.1995 | 186    | przyjmujący  |
| 5  | Daniel Ford             | 26.08.1994 | 196    | rozgrywający |
| 6  | Florian Lacassie        | 16.11.1990 | 197    | przyjmujący  |
| 7  | Romans Sauss            | 27.06.1989 | 192    | przyjmujący  |
| 8  | Lukas Maase             | 28.08.1998 | 212    | środkowy     |
| 9  | Lucas Coleman           | 14.01.1995 | 194    | przyjmujący  |
| 10 | Rudy Schneider          | 07.10.2000 | 192    | atakujący    |
| 11 | Michael Andrei          | 06.08.1985 | 210    | środkowy     |
| 13 | Sébástián Gevert        | 23.06.1988 | 204    | atakujący    |
| 17 | Tomáš Kocian-Falkenbach | 27.03.1988 | 192    | rozgrywający |

### Sezon 2017/2018
| Nr | Imię i nazwisko     | Data ur.   | Wzrost | Pozycja      |
| -- | ------------------- | ---------- | ------ | ------------ |
| 1  | Blair Bann          | 26.02.1988 | 185    | libero       |
| 2  | Július Firkaľ       | 14.01.1998 | 195    | przyjmujący  |
| 3  | Tim Broshog         | 02.12.1987 | 205    | środkowy     |
| 4  | Edvarts Buivids     | 04.12.1993 | 200    | atakujący    |
| 5  | Stijn D'Hulst       | 24.04.1991 | 187    | rozgrywający |
| 6  | Karli Allik         | 25.09.1996 | 192    | przyjmujący  |
| 7  | Romans Sauss        | 27.06.1989 | 192    | przyjmujący  |
| 8  | Marvin Prolingheuer | 29.06.1990 | 208    | atakujący    |
| 9  | Dirk Westphal       | 31.01.1986 | 203    | przyjmujący  |
| 11 | Michael Andrei      | 06.08.1985 | 210    | środkowy     |
| 12 | Gilles Braas        | 17.03.1992 | 190    | rozgrywający |
| 14 | Jaromir Zachrich    | 14.04.1985 | 201    | środkowy     |

### Sezon 2016/2017
| Nr | Imię i nazwisko     | Data ur.   | Wzrost | Pozycja            |
| -- | ------------------- | ---------- | ------ | ------------------ |
| 1  | Blair Bann          | 26.02.1988 | 185    | libero             |
| 2  | Rudy Verhoeff       | 24.06.1989 | 198    | środkowy/atakujący |
| 3  | Tim Broshog         | 02.12.1987 | 205    | środkowy           |
| 4  | Tomi Rumpunen       | 11.04.1987 | 194    | przyjmujący        |
| 5  | Dennis Barthel      | 21.03.1996 | 201    | przyjmujący        |
| 6  | Ossi Rumpunen       | 18.04.1989 | 187    | przyjmujący        |
| 7  | Romans Sauss        | 27.06.1989 | 192    | przyjmujący        |
| 8  | Marvin Prolingheuer | 29.06.1990 | 208    | atakujący          |
| 9  | Jay Blankenau       | 27.09.1989 | 194    | rozgrywający       |
| 11 | Michael Andrei      | 06.08.1985 | 210    | środkowy           |
| 14 | Jaromir Zachrich    | 14.04.1985 | 201    | środkowy           |
| 17 | Jani Sippola        | 04.05.1990 | 192    | rozgrywający       |

### Sezon 2015/2016

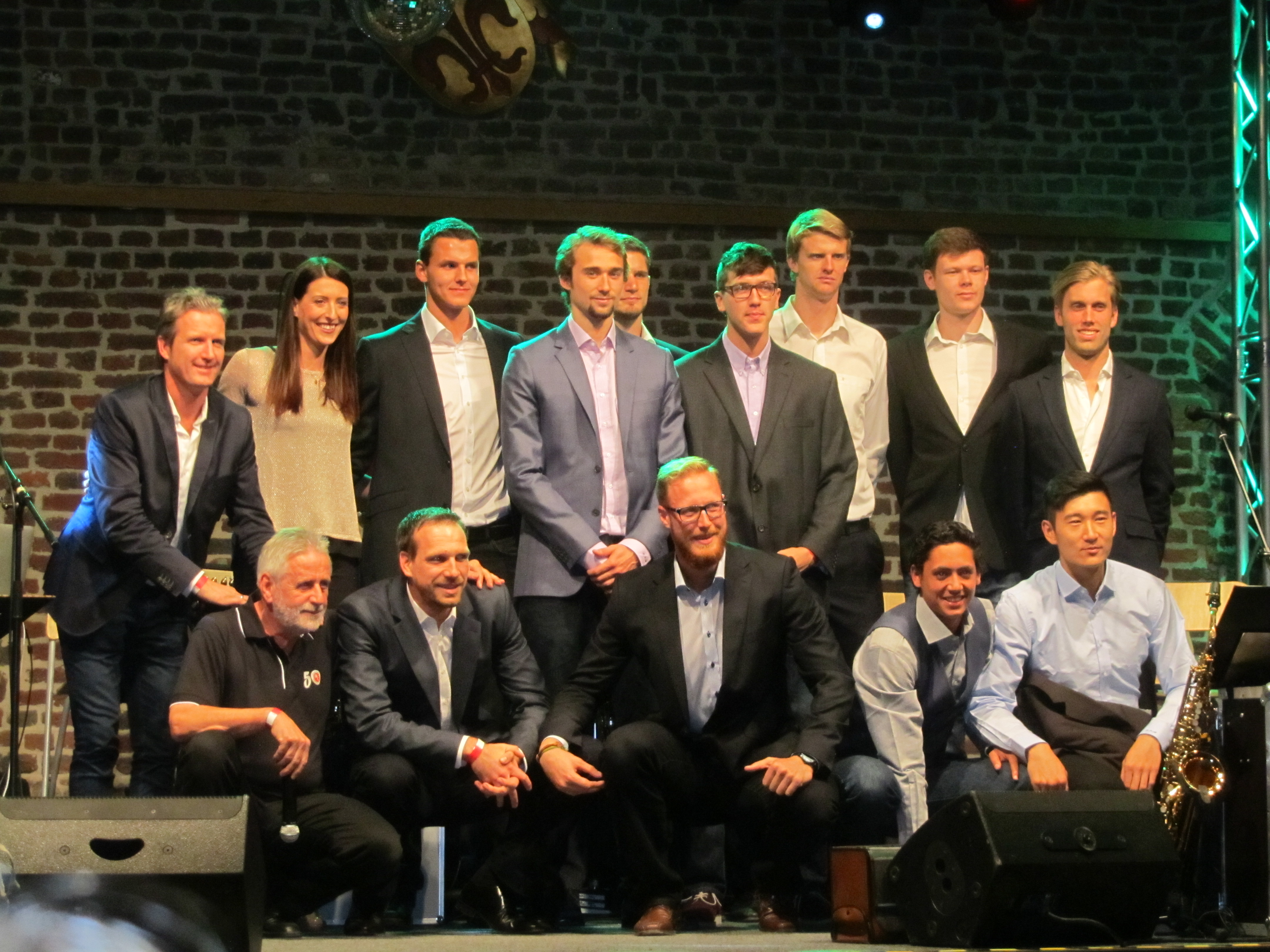
Zawodnicy SWD Powervolleys Düren w sezonie 2015/2016

| Nr | Imię i nazwisko         | Data ur.   | Wzrost | Pozycja      |
| -- | ----------------------- | ---------- | ------ | ------------ |
| 1  | Blair Bann              | 26.02.1988 | 185    | libero       |
| 2  | Rudy Verhoeff           | 24.06.1989 | 198    | środkowy     |
| 4  | Matthew West            | 01.10.1993 | 198    | rozgrywający |
| 5  | Dennis Barthel          | 21.03.1996 | 201    | przyjmujący  |
| 6  | Shibo Yu                | 06.12.1987 | 200    | rozgrywający |
| 7  | Oskar Klingner          | 15.11.1991 | 202    | środkowy     |
| 8  | Sebastiaan van Bemmelen | 18.08.1989 | 207    | środkowy     |
| 9  | Marvin Prolingheuer     | 29.06.1990 | 208    | atakujący    |
| 10 | Matthias Pompe          | 15.02.1994 | 198    | przyjmujący  |
| 11 | Brooklyn Sedore         | 22.04.1993 | 195    | przyjmujący  |
| 12 | Michaël Parkinson       | 23.11.1991 | 203    | środkowy     |
| 13 | Sebastián Gevert        | 23.06.1988 | 204    | atakujący    |
| 14 | Jaromir Zachrich        | 14.04.1985 | 201    | środkowy     |
| 18 | Jan-Philipp Marks       | 03.04.1992 | 197    | przyjmujący  |

### Sezon 2014/2015
| Nr | Imię i nazwisko     | Data ur.   | Wzrost | Pozycja      |
| -- | ------------------- | ---------- | ------ | ------------ |
| 1  | Blair Bann          | 26.02.1988 | 185    | libero       |
| 5  | Dennis Barthel      | 21.03.1996 | 201    | przyjmujący  |
| 6  | Georg Klein         | 22.08.1991 | 201    | środkowy     |
| 7  | Oskar Klingner      | 15.11.1991 | 202    | środkowy     |
| 8  | Steven Hunt         | 16.04.1990 | 198    | przyjmujący  |
| 9  | Marvin Prolingheuer | 29.06.1990 | 208    | atakujący    |
| 10 | Matthias Pompe      | 15.02.1994 | 198    | przyjmujący  |
| 13 | Sebastián Gevert    | 23.06.1988 | 204    | atakujący    |
| 14 | Jaromir Zachrich    | 14.04.1985 | 201    | środkowy     |
| 15 | Ciaran McGovern     | 05.06.1989 | 181    | rozgrywający |
| 17 | Tomáš Kocian        | 27.03.1988 | 192    | rozgrywający |
| 18 | Jan-Philipp Marks   | 03.04.1992 | 197    | przyjmujący  |

### Sezon 2013/2014
| Nr | Imię i nazwisko   | Data ur.   | Wzrost | Pozycja      |
| -- | ----------------- | ---------- | ------ | ------------ |
| 1  | Erik Mattson      | 18.12.1990 | 185    | libero       |
| 2  | Evan Barry        | 10.05.1990 | 192    | rozgrywający |
| 3  | Steven Hunt       | 16.04.1990 | 198    | przyjmujący  |
| 4  | Jelle Hilarius    | 10.10.1988 | 203    | atakujący    |
| 5  | Dennis Barthel    | 21.03.1996 | 201    | przyjmujący  |
| 6  | Georg Klein       | 22.08.1991 | 201    | środkowy     |
| 10 | Matthias Pompe    | 15.02.1994 | 198    | przyjmujący  |
| 12 | Tibor Filo        | 10.04.1984 | 202    | środkowy     |
| 13 | Sebastián Gevert  | 23.06.1988 | 204    | atakujący    |
| 14 | Jaromir Zachrich  | 14.04.1985 | 201    | środkowy     |
| 15 | Ciaran McGovern   | 05.06.1989 | 181    | rozgrywający |
| 18 | Andrew John Nally | 07.06.1988 | 197    | przyjmujący  |